# Aidan Quinn
Aidan Quinn (Chicago, 8 marzo 1959) è un attore statunitense, di origine irlandese.

## Biografia
Nato da genitori di profonda fede cattolica (il padre era professore di letteratura, la madre casalinga) trascorre l'infanzia tra Chicago, Rockford, Dublino e Offaly. Suo fratello maggiore Declan è un celebre operatore cinematografico e i due fratelli minori, Marian e Paul (morto di cancro nel 2015), sono divenuti attori anche loro. Inizia a recitare in teatro a Chicago all'età di 19 anni. Dopo il suo primo ruolo cinematografico in Amare con rabbia (1984), interpreta un ruolo di rilievo nella commedia Cercasi Susan disperatamente (1985) e recita accanto a Robert De Niro e Jeremy Irons in Mission (1986), quindi è protagonista di Robinson Crusoe - La storia vera (1989).
Successivamente perde un'occasione importante quando la Paramount Pictures (con la quale lavora) rifiuta la produzione del film di Martin Scorsese L'ultima tentazione di Cristo, poi prodotto dalla Universal Pictures, per cui il ruolo va a Willem Dafoe. Nel 1991 è tra i protagonisti, con Daryl Hannah e Kathy Bates, di Giocando nei campi del Signore e nel 1993 con Johnny Depp in Benny & Joon. L'anno successivo interpreta Vento di passioni (1994), accanto a Brad Pitt e Julia Ormond. Nel 1996 recita al fianco di Al Pacino nel suo Riccardo III e sempre in quell'anno è con Liam Neeson e Julia Roberts tra i protagonisti di Michael Collins. Nel 1999 affianca Meryl Streep nel film La musica del cuore. Nel 2002 è protagonista del pluripremiato Angeli ribelli, ispirato a fatti realmente accaduti.
Nel 1986 ottiene una candidatura agli Emmy Award come miglior attore protagonista per il film per la TV Una gelata precoce (1985), ma il premio va a Dustin Hoffman per Morte di un commesso viaggiatore. Ottiene nuovamente la candidatura al premio Emmy nel 2007, quale attore non protagonista, per un altro film per il piccolo schermo, L'ultimo pellerossa (2007). Nello stesso anno affianca Meryl Streep nel film Dark Matter. Nel 2001 Aidan Quinn avrebbe dovuto recitare nel film Ocean Warrior, incentrato sulla figura del capitano e ambientalista marino Paul Watson. A causa di problemi finanziari, il film non è mai stato prodotto. Tuttavia, durante la preparazione del film, ha accompagnato Paul Watson su una delle sue navi e da allora ha supportato Sea Shepherd, la sua organizzazione per la protezione della vita marina.

## Filantropia
Quinn partecipa a eventi di beneficenza per la East Lake Foundation, un programma di riqualificazione della comunità, e alla campagna "One for the Boys" di Samuel L. Jackson sulla consapevolezza del cancro ai testicoli. Nel 2010, Quinn partecipa a una proiezione di beneficenza di A Shine of Rainbows per l'International Children's Media Center (ICMC) e l'American Ireland Fund (AIF). Nel 1991, legge un passaggio de La metamorfosi di Franz Kafka come parte dei PSA di promozione dell'alfabetizzazione "Books: Feed Your Head" di MTV. Parla al gala "Night of Too Many Stars" del 2003 a beneficio della Coalizione per l'autismo. Era un membro onorario del consiglio della National Alliance for Autism Research (NAAR), che si è fuso con Autism Speaks.

## Vita privata
Sposato con l'attrice Elizabeth Bracco, è padre di due figlie: Ava Eileen (1989) e Mia (1998). Nonostante il cognome, non ha nessun grado di parentela con Anthony Quinn. Come appassionato di sport, è un tifoso dei Chicago Cubs, dei Green Bay Packers, Michael Jordan, Rory McIlroy e Roger Federer.

## Filmografia

### Cinema
- Amare con rabbia (Reckless), regia di James Foley (1984)
- Cercasi Susan disperatamente (Desperately Seeking Susan), regia di Susan Seidelman (1985)
- Mission (The Mission), regia di Roland Joffé (1986)
- Sorveglianza... speciale (Stakeout), regia di John Badham (1987)
- Robinson Crusoe - La storia vera (Crusoe), regia di Caleb Deschanel (1989)
- Il racconto dell'ancella (The Handmaid's Tale), regia di Volker Schlöndorff (1990)
- Avalon, regia di Barry Levinson (1990)
- Playboys, regia di Gillies MacKinnon (1992)
- Benny & Joon, regia di Jeremiah S. Chechik (1993)
- Occhi nelle tenebre (Blink), regia di Michael Apted (1994)
- Frankenstein di Mary Shelley (Mary Shelley's Frankenstein), regia di Kenneth Branagh (1994)
- Vento di passioni (Legends of the Fall), regia di Edward Zwick (1994)
- Fantasmi (Haunted), regia di Lewis Gilbert (1995)
- Riccardo III - Un uomo, un re (Looking for Richard), regia di Al Pacino (1996)
- Michael Collins, regia di Neil Jordan (1996)
- Commandments, regia di Daniel Taplitz (1997)
- The Assignment - L'incarico (The Assignment), regia di Christian Duguay (1997)
- Amori & incantesimi (Practical Magic), regia di Griffin Dunne (1998)
- In Dreams, regia di Neil Jordan (1999)
- La musica del cuore (Music of the Heart), regia di Wes Craven (1999)
- L'ultima estate - Ricordi di un'amicizia (Stolen Summer), regia di Pete Jones (2002)
- Evelyn, regia di Bruce Beresford (2002)
- Angeli ribelli (Song for a Raggy Boy), regia di Aisling Walsh (2003)
- Bobby Jones - Genio del golf (Bobby Jones: Stroke of Genius), regia di Rowdy Herrington (2004)
- Shadow of Fear, regia di Rich Cowan (2004)
- L'ora della verità (Return to Sender), regia di Bille August (2004)
- 9 vite da donna (Nine Lives), regia di Rodrigo García (2005)
- Wild Child, regia di Nick Moore (2008)
- The Eclipse, regia di Conor McPherson (2009)
- Handsome Harry, regia di Bette Gordon (2009)
- La magia della vita (A Shine of Rainbows), regia di Vic Sarin (2009)
- La vittoria di Luke - The 5th Quarter (The 5th Quarter), regia di Rick Bieber (2010)
- Jonah Hex, regia di Jimmy Hayward (2010)
- Il primo amore non si scorda mai, regia di Rob Reiner (2010)
- La chiave di Sara (Elle s'appelait Sarah), regia di Gilles Paquet-Brenner (2010)
- Across the Line, regia di R. Ellis Frazier (2010)
- Unknown - Senza identità (Unknown), regia di Jaume Collet-Serra (2011)
- Un nuovo amico per Whitney (The Greening of Whitney Brown), regia di Peter Skillman Odiorne (2011)
- If I Were You, regia di Joan Carr-Wiggin (2012)
- Stay, regia di Wiebke von Carolsfeld
- Rushlights, regia di Antoni Stutz (2013)
- The Last Keepers - Le ultime streghe (The Last Keepers), regia di Maggie Greenwald (2013)
- Blacklight, regia di Mark Williams (2022)

### Televisione
- Una gelata precoce (An Early Frost), regia di John Erman – film TV (1985)
- Terra proibita (Forbidden Territory) - film TV (1997)
- Due di noi - The Beatles (Two of Us), regia di Michael Lindsay-Hogg – film TV (2000)
- Il principe e il povero (The Prince and the Pauper), regia di Genis Foster – film TV (2000)
- Night Visions – serie TV, episodio 1x01 (2001)
- Due vite segnate (Miracle Run), regia di Gregg Champion – film TV (2004)
- Squadra emergenza (Third Watch) – serie TV, 5 episodi (2004-2005)
- Empire Falls - Le cascate del cuore (Empire Falls), regia di Fred Schepisi – miniserie TV (2005)
- The Exonerated - Colpevole fino a prova contraria (The Exonerated), regia di Bob Balaban - film TV (2005)
- The Book of Daniel – serie TV, 8 episodi (2006)
- Law & Order - Unità vittime speciali (Law & Order: Special Victims Unit) - serie TV, episodio 9x04-23x06-23x21 (2007)
- L'ultimo pellerossa (Bury My Heart at Wounded Knee), regia di Yves Simoneau – film TV (2007)
- Canterbury's Law – serie TV, 5 episodi (2008)
- White Collar – serie TV, episodio 2x03 (2010)
- Prime Suspect – serie TV, 10 episodi (2011-2012)
- Elementary – serie TV, 96 episodi (2012-2019)

## Riconoscimenti
- Candidatura ai Blockbuster Entertainment Awards 1999 al miglior attore in un film commedia romantica per Amori & incantesimi

## Doppiatori italiani
Nelle versioni in italiano delle opere in cui ha recitato, Aidan Quinn è stato doppiato da:
- Massimo Rossi in Cercasi Susan disperatamente, Il racconto dell'ancella, The Exonerated - Colpevole fino a prova contraria, La vittoria di Luke - The 5th Quarter, Unknown - Senza identità, Prime Suspect, Blue Bloods
- Marco Mete in Vento di passioni, Frankenstein di Mary Shelley, Michael Collins, Commandments, The Assignment - L'incarico, Shadow of Fear, Law & Order - Unità vittime speciali (ep. 23x06, 23x21)
- Andrea Ward in Riccardo III - Un uomo, un re, La magia della vita, The Last Keepers - Le ultime streghe, Blacklight
- Fabrizio Pucci in In Dreams, Empire Falls - Le cascate del cuore, Squadra emergenza, Elementary
- Massimo Corvo in Playboys, Occhi nelle tenebre, L'ora della verità, Across the Line
- Sandro Acerbo in Una gelata precoce, La chiave di Sara
- Claudio Capone in Fantasmi, Il principe e il povero
- Francesco Prando in Amori & incantesimi, Evelyn
- Tonino Accolla in Amare con rabbia
- Roberto Pedicini in Mission
- Dario Penne in Law & Order - Unità vittime speciali (ep. 9x04)
- Danilo De Girolamo in Giocando nei campi del Signore
- Massimo Lodolo in Sorveglianza... speciale
- Francesco Pannofino in La musica del cuore
- Renzo Stacchi in Angeli ribelli
- Roberto Draghetti in L'ultima estate - Ricordi di un'amicizia
- Vittorio De Angelis in Bobby Jones - Genio del golf
- Angelo Maggi in 9 vite da donna
- Sergio Di Stefano in L'ultimo pellerossa
- Antonio Sanna in Canterbury's Law
- Fabrizio Temperini in Jonah Hex
- Claudio Moneta in La musica del cuore (ridoppiaggio)